# لیمباخ (بادن-وورتمبرگ)
لیمباخ (به آلمانی: Limbach) یک شهر در آلمان است که در نکار-ادنوالد واقع شده‌است. لیمباخ ۴٬۳۹۷ نفر جمعیت دارد.